# Edita Šujanová
Edita Šujanová (Vyškov, 23 maggio 1985) è un'ex cestista ceca.
Alta 189 cm, giocava come centro.

## Carriera
Con la Rep. Ceca ha disputato i Campionati europei del 2007, i Giochi olimpici di Pechino 2008 e i Campionati mondiali del 2010.